# Glaucopsyche lygdamus
Glaucopsyche lygdamus is een vlinder uit de familie van de Lycaenidae. De wetenschappelijke naam van de soort is voor het eerst geldig gepubliceerd in 1842 door Edward Doubleday.

## Synoniemen
- Glaucopsyche nittanyensis Chermock, 1944
- Glaucopsyche lygdamus boydi Clark, 1948

## Ondersoorten
- Glaucopsyche lygdamus lygdamus
- Glaucopsyche lygdamus afra (Edwards, 1883)
- Glaucopsyche lygdamus arizonensis McDunnough, 1936
- Glaucopsyche lygdamus columbia (Skinner, 1917)
- Glaucopsyche lygdamus couperi Grote, 1874
- Glaucopsyche lygdamus erico Holland, 2011
- Glaucopsyche lygdamus incognita Tilden, 1974
- Glaucopsyche lygdamus jacki Stallings & Turner, 1947
- Glaucopsyche lygdamus maritima (Weeks, 1902)
- Glaucopsyche lygdamus mildredi Chermock, 1944
- Glaucopsyche lygdamus orcus (Edwards, 1869)
- Glaucopsyche lygdamus oro Scudder, 1876
- Glaucopsyche lygdamus palosverdesensis Perkins & Emmel, 1977
- Glaucopsyche lygdamus ruidoso Holland, 2011